# リッチモンド大学
リッチモンド大学（リッチモンドだいがく、University of Richmond）は、アメリカ合衆国バージニア州リッチモンドにある私立リベラル・アーツ・カレッジ。1830年創立。大学院も有しているが、学部での教育により重きを置いており、学部生約3,150人、大学院生約850人の学生を抱えている。学部においては、学生対教授の人数比は8:1、クラスサイズの平均は16人、全講義の70%は20人以下の学生数で行われているという、リベラル・アーツ・カレッジの特徴とも言える少人数制教育を徹底して行っている。同学はヒドゥン・アイビーの1つにも数えられている。USニューズ&ワールド・レポート誌が毎年出している大学ランキングでは、全米のリベラル・アーツ・カレッジの中で25位前後、もしくはそれ以内に入る評価を受けている。同学のスポーツチーム、スパイダーズは、NCAAディビジョンIのアトランティック10カンファレンスに主に所属している。

## 沿革

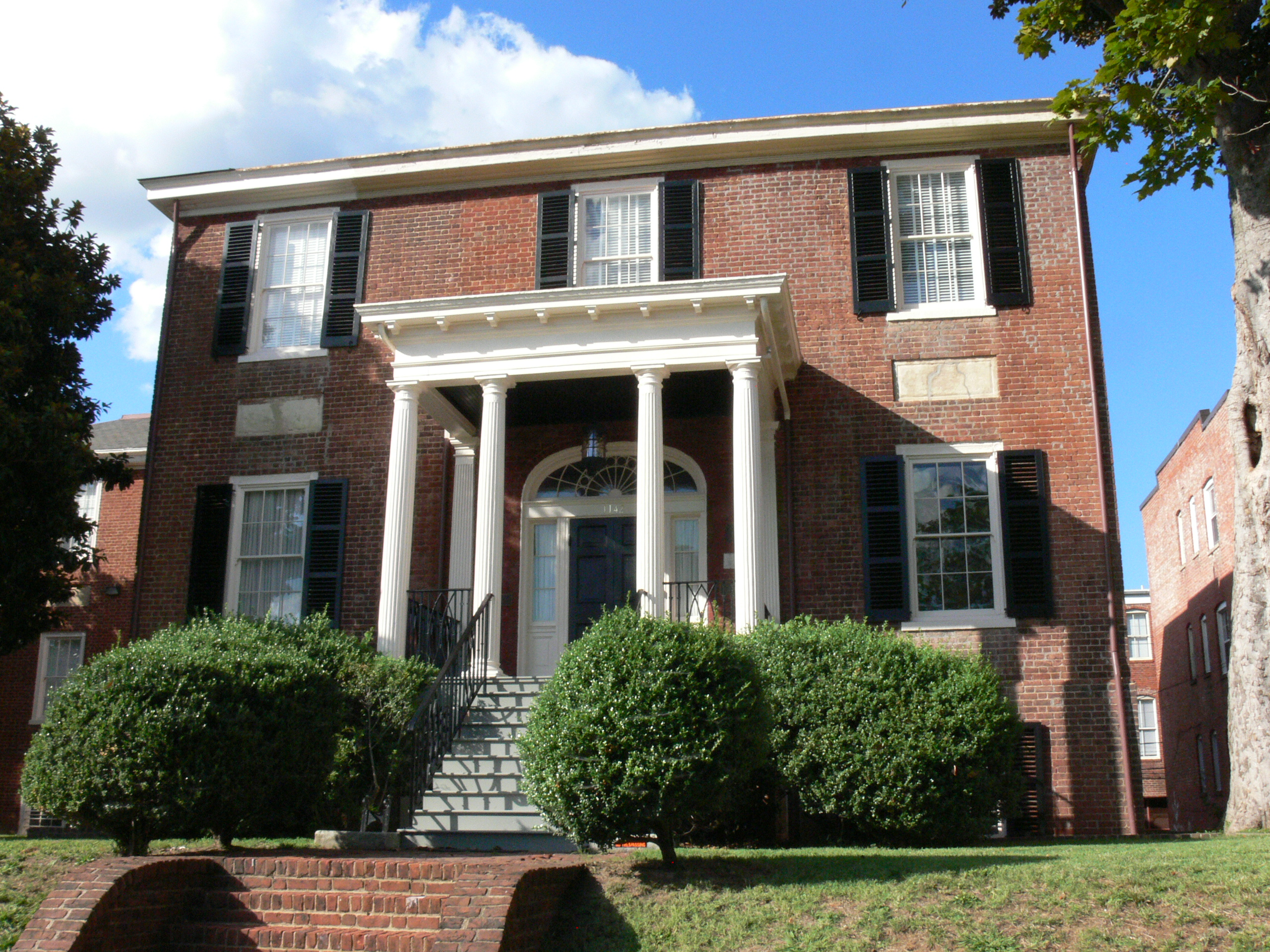
初期の校舎であったコロンビア・ハウス。1982年に国家歴史登録財に指定されている。

リッチモンド大学は1830年、牧師を目指す男子を教育する学校としてバプテスト教会が創立した。その10年後、1840年には、リッチモンド・カレッジ（Richmond College）という名に改められ、文学や科学、芸術、外国語等を学ばせる男子大学となった。その当時は、現在のリッチモンドのダウンタウンの北西、グレース・ストリートとロンバルディ・ストリートの角に建つコロンビア・ハウスに、学長室、教室、図書館、学生寮など、大学の施設全てが置かれた。1849年、同学は初めて学士の学位を授与した。
しかし、南北戦争が開戦すると、大学は休校し、学生と教職員のほとんどは南軍に就いて戦った。終戦時には、学生、卒業生、および教職員の約1/5は戦死し、キャンパスは北軍に接収されてその野営地にされ、それまでに集められた寄付金は価値が無くなり、設備や蔵書は戦利品として盗まれた。しかし、1866年秋には大学が再開した。1870年には、T・C・ウィリアムズ法学校が開校した。

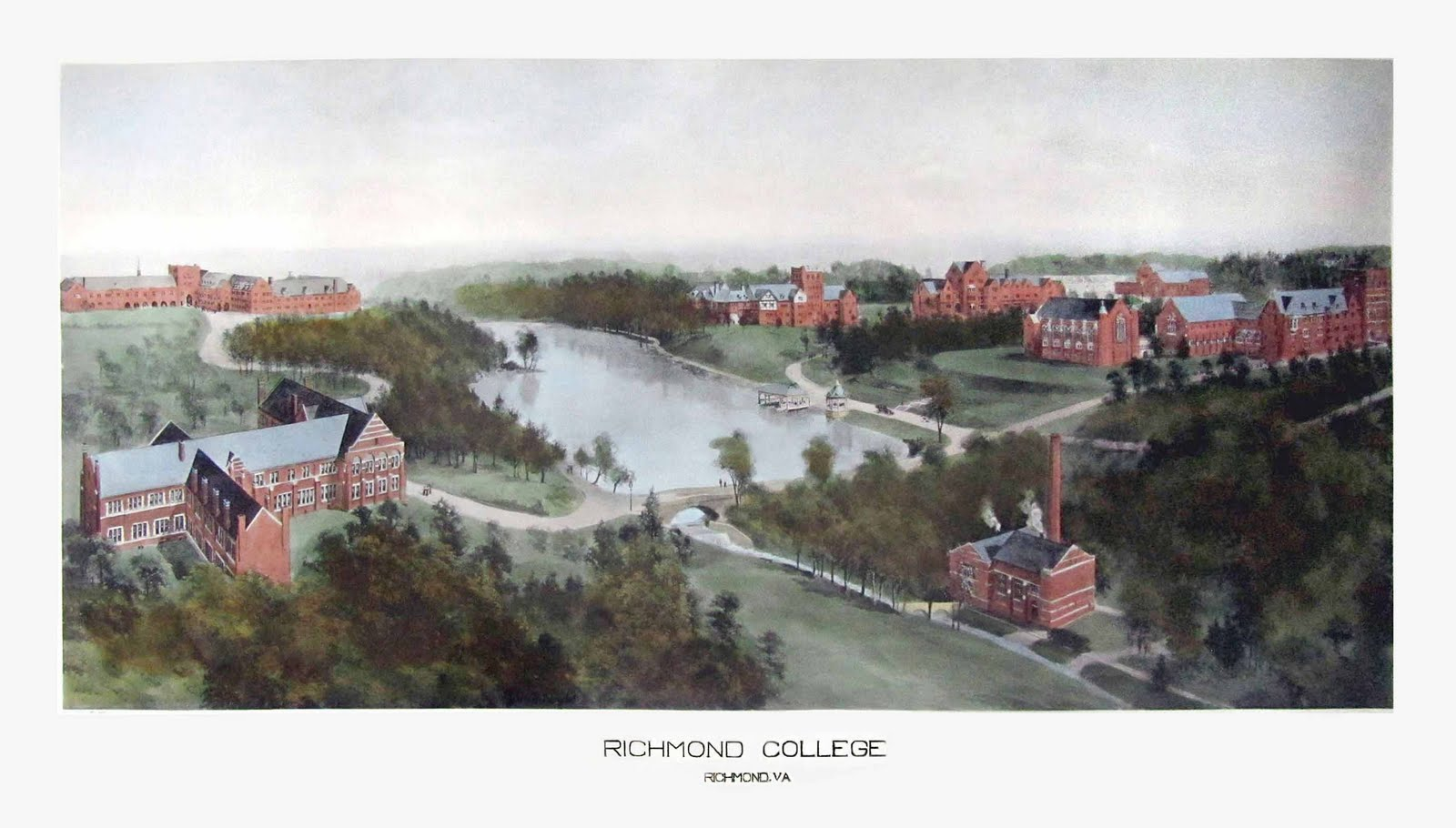
リチャード・ランメル（1848-1924年）が描いた、リッチモンド・カレッジの鳥瞰画（1915年）

1895年には、51年間にわたって学長を務めることになるフレデリック・W・ボートライトが就任した。この頃のリッチモンド・カレッジは、入学にあたっては特に要件が定められていなかった一方、入学してからの勉強は非常に厳しく、入学した者の約2/3は学位を手にして卒業することができなかったほどであった。20世紀初頭、ボートライトはリッチモンド・カレッジのキャンパスを現在の位置に移転した。1914年には、リッチモンド・カレッジの隣に、男女共学のウェサンプトン・カレッジが創立した。やがて1920年、「男子部」リッチモンド・カレッジは、現称のリッチモンド大学（University of Richmond）に改称した。その一方で、「共学部」ウェサンプトン・カレッジのほうは、1991年に「教養学部」としてリッチモンド・カレッジと統合されるまで別個のものとして残った。
1969年、地元製薬会社A・H・ロビンズの社長で、リッチモンド大学の理事も務めていたクレイボーン・ロビンズは、同学に5,000万ドルにおよぶ巨額の寄付をした。この寄付金を基に、同学は学術・教育および学生生活の両面において大幅な拡充を行い、今日のリッチモンド大学の礎を築いた。

## キャンパス

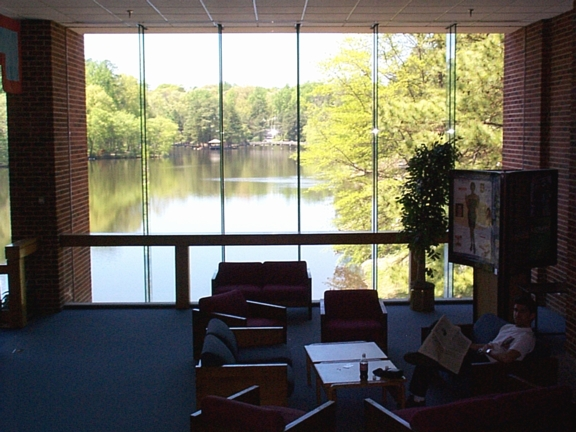
タイラー・ヘインズ・コモンズからウェサンプトン湖を望む

リッチモンド大学は、バージニア州の州都リッチモンドのダウンタウンから北西へ約10km、市域西端の住宅地の中に350エーカー（141.6ha）のメインキャンパスを構えている。メインキャンパスは概ね、カレッジ・ロード、キャンパス・ドライブ、URドライブ、およびリバー・ロードの4本の街路に囲まれている。キャンパスのほぼ中央部にはウェサンプトン湖が広がり、この湖を境に北側のリッチモンド・サイド（旧リッチモンド・カレッジ）、および南側のウェサンプトン・サイド（旧ウェサンプトン・カレッジ）に二分される。ウェサンプトン湖の東端にはタイラー・ヘインズ・コモンズが建っている。
このタイラー・ヘインズ・コモンズのすぐ北側には、大学のメインの図書館であるボートライト記念図書館が建っている。このボートライト記念図書館内には教養学部の本部も置かれている。このほか、リッチモンド・サイドには、ロー・スクール、ロビンス経営学部、およびジェプソン・リーダーシップ研究学部の各本部や、キャロル・ワインスタイン国際センターが建つ。また、これらの校舎群の北側には、同学のフットボールチームの本拠地であるロビンズ・スタジアム、および男女バスケットボールチームの本拠地であるロビンズ・センターが建っている。また、ロビンズ・センターの南西、ウェサンプトン湖西部の北岸には、同学の野球場、ピット・フィールドが建っている。そして、これらの体育施設群からカレッジ・ロードをはさんでさらに北側には、フラタニティとソロリティの活動場所となっている家屋群が建ち並んでいる。
| キャノン記念礼拝堂とその内部 |  | キャノン記念礼拝堂とその内部 |
| キャノン記念礼拝堂とその内部 |  |                              |

一方、タイラー・ヘインズ・コモンズのすぐ南側にはユニバーシティ・フォーラムという広場があり、その周りにはキャノン記念礼拝堂、ゴットワルド科学センター、およびハイルマン・センターがこの広場を取り囲むように建つ。このほか、ウェサンプトン・サイドには、入学事務局、社会人・継続教育部本部、学生保健センター等の施設や、ハーネット美術館、キャンプ・コンサートホール、ジェンキンス野外劇場といった芸術施設が建っている。そしてキャンパス南端、ウェサンプトン・ウェイとリバー・ロードに挟まれたエリアには、ユニバーシティ・フォレスト・アパートメンツという、学生用のアパートが立ち並んでいる。
リッチモンド大学はメインキャンパスのほか、リッチモンドのダウンタウン、バージニア州会議事堂や市庁舎にも程近い、ブロード・ストリートと7thストリートの角にダウンタウンキャンパスも有している。ダウンタウンキャンパスは、それ以前にはフランクリン・フェデラル・セービングス・アンド・ローン銀行の入っていたビルの1階に入っており、5,000平方フィート（464.5m2）のスペースを有している。このダウンタウンキャンパスは、同学の学生、教員、職員、卒業生、および地域社会が学びの場を共有することを目的に設けられており、同学や地域社会が主催する講演や展示会など、様々なイベントに使われる。

## 学術と教育

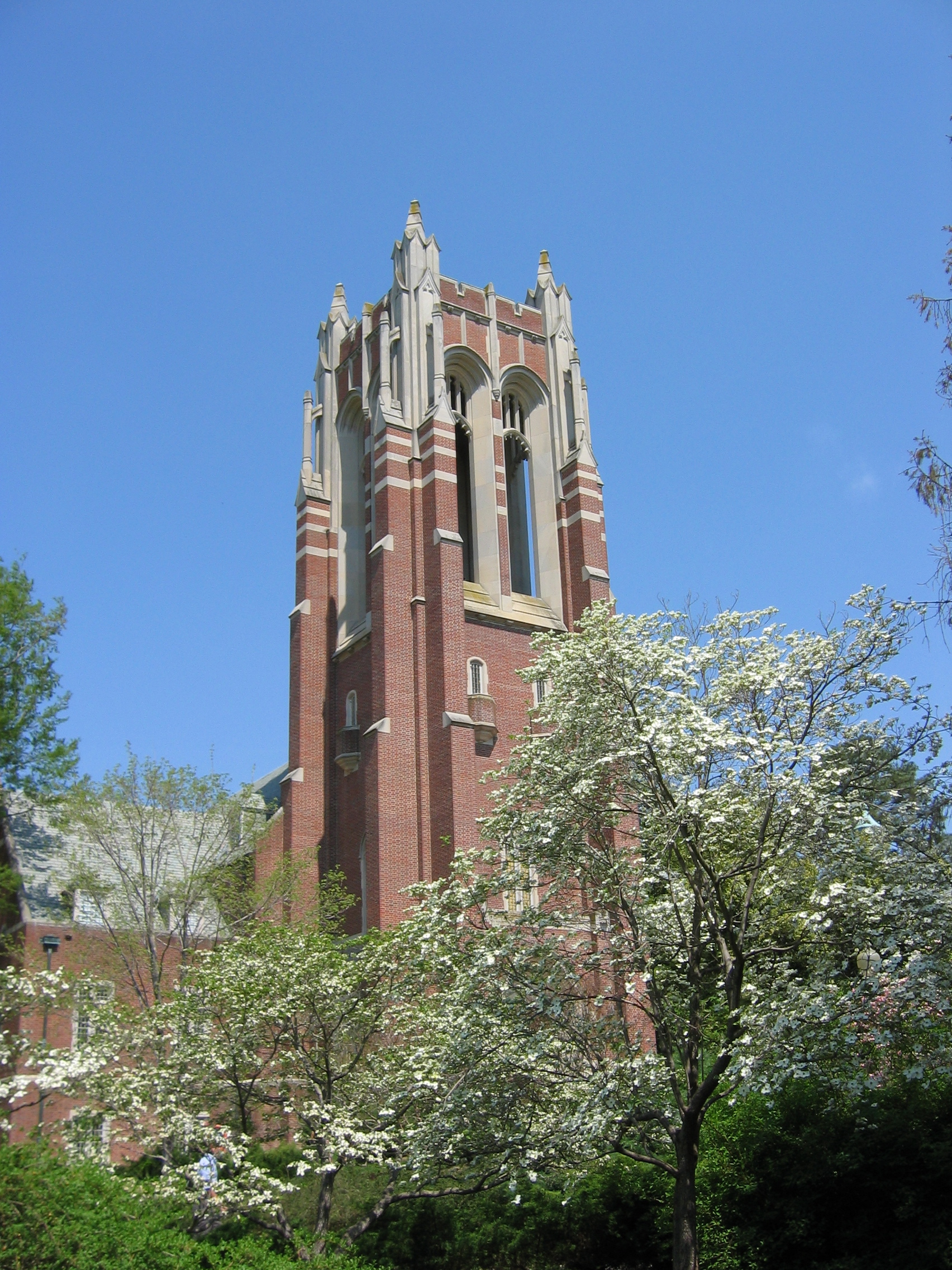
ボートライト記念図書館の鐘楼

リッチモンド大学は南部大学学校協会（SACS）により、準学士、学士、修士、および法務博士の学位を授与する高等教育機関としての認定を受けている。学部においては、大規模な総合大学における1-2年次生向け科目のように大教室でティーチングアシスタント（TA）が教えている講義は皆無で、学生対教授の人数比は8:1、クラスサイズの平均は16人、全講義の70%は20人以下の学生数で行われているという、リベラル・アーツ・カレッジの特徴とも言える少人数制教育を徹底して行っている。

### 学部と専攻
リッチモンド大学は下記の3学部を有している。これら3学部が提供する専攻プログラムの数は60以上にのぼる。
- 教養学部（School of Arts and Sciences）[16]
- ロビンズ経営学部（Robins School of Business）[17]

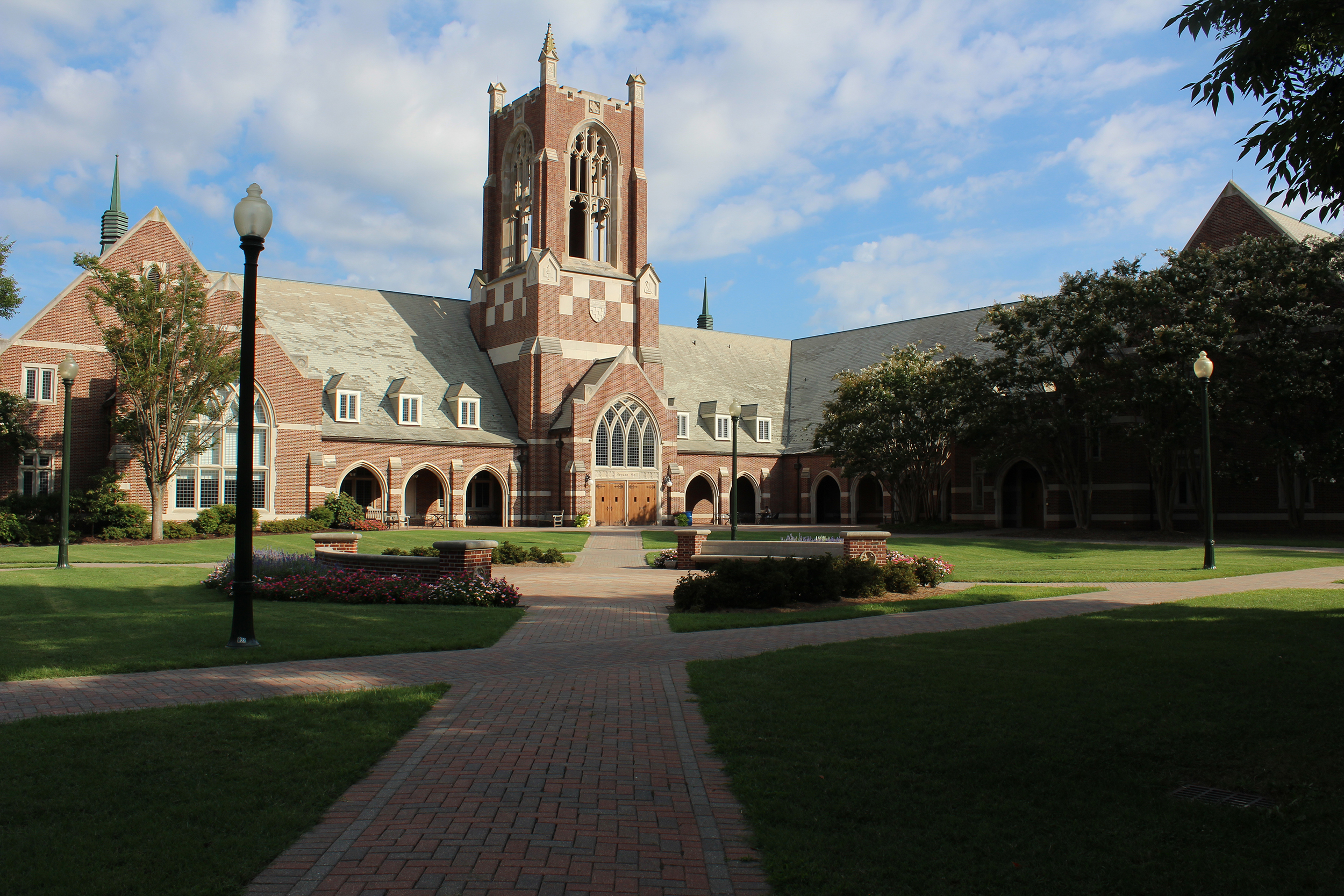
ジェプソン・リーダーシップ研究学部の校舎

- ジェプソン・リーダーシップ研究学部（Jepson School of Leadership Studies）[18]

教養学部はリベラル・アーツ・カレッジであるリッチモンド大学の中核となる学部である。学部の新入生は全員、まず教養学部に所属し、同学での学びの基礎となる力を身に付けることを目的とした1年次セミナーを受講する。1年次終了後、約3/5の学生は教養学部に残ることを選び、同学部の22部門、もしくは10の学際的プログラムの中から専攻を決定する。
ロビンズ経営学部は経営学士（Bachelor of Sciences in Business Administration、BSBA）および経営学修士（MBA）
の学位を授与している。学部課程では、会計学、経営学（副専攻も可）、および経済学の3専攻、起業家教育副専攻に加えて、財務、マーケティング、国際経営学等の集中研究領域の各プログラムを提供している。教養学部に入学した新入生が経営学部生となるためには、経済学、会計学、および数学の基礎的な科目を含む12単位を修了し、GPAが2.7以上である必要がある。また、他大学から2年次もしくは3年次に編入する学生に対しても、同等の要件を課している。
ジェプソン・リーダーシップ研究学部は1992年に創設された、リッチモンド大学の歴史の中では比較的新しい学部である。同学部では、あくまでもリベラル・アーツの基礎の上に立ったリーダーシップ研究、リーダー養成教育を行っている。教養学部に入学した新入生が同学部生となるためには、所定の科目を含む12単位を修了している必要がある。加えて、リーダーシップ研究専攻で学位を得て卒業するためには、専攻科目のGPAが2.0以上、かつ全科目がC-以上の成績でなければならない。
加えて、リッチモンド大学にはロー・スクールもあり、法学修士（LL.M.）および法務博士（J.D.）の学位を授与している。また、同学には成人して一旦社会に出た者に高等教育（学部レベル・大学院レベルとも）の機会を提供する、社会人・継続教育部（School of Professional and Continuing Studies）も設置されている。社会人・継続教育部には20-65歳の幅広い年代の学生が在籍している。

### ランキングと入試
リッチモンド大学はヒドゥン・アイビーの1つに数えられ、USニューズ&ワールド・レポート誌が毎年出している大学ランキングでは、全米のリベラル・アーツ・カレッジの中で25位前後、もしくはそれ以内に入る評価を受けている。合格者の中間50%（25-75パーセンタイル）は、GPAが3.68-4.00、SAT Critical Reading（国語）とMath（数学）の合計点が1600点満点中1370-1500点となっている。ACTでは、36点満点中31-34点となっている。例年、志願者数に対する合格率は30%前後にとどまる。バージニア州の双璧を成す名門州立大学であるバージニア大学およびウィリアム・アンド・メアリー大学に加えて、ボストンカレッジやジョージタウン大学がよく併願される。

## スポーツ
| ロビンズ・スタジアム |  | ロビンズ・センター |
| ロビンズ・スタジアム |  | ロビンズ・センター |

リッチモンド大学のスポーツチーム、スパイダーズは下記の通り、男子7種目、女子9種目で競っている。このうち、フットボールチームはNCAAディビジョンI FCS（旧I-AA）のコロニアル体育協会（Colonial Athletic Association）に、女子ゴルフチームはNCAAディビジョンIのパトリオット・リーグに、また男子ラクロスチームはNCAAディビジョンIのサザン・カンファレンスに、それぞれ所属している。それ以外のチームは、全てNCAAディビジョンIのアトランティック10カンファレンスに所属している。
男子
- 野球
- バスケットボール
- クロスカントリー
- フットボール
- ゴルフ
- ラクロス
- テニス

女子
- バスケットボール
- クロスカントリー
- フィールドホッケー
- ゴルフ
- ラクロス
- サッカー
- 競泳・飛び込み
- テニス
- 陸上（トラック&フィールド）

フットボールチームは2008年、FCSチャンピオンシップ決勝でモンタナ大学を下し、チーム史上初めてサブディビジョン優勝した。かつては1968年、まだボウル・ゲームが11試合しかなかった時代に、その1つであったタンジェリンボウル（現シトラスボウル）に出場し、それまで10戦全勝でこの試合に臨み、下馬評では大きく優位と見られていたオハイオ大学ボブキャッツを下した、ということがあった。
また、男子バスケットボールチームは、NCAAトーナメントへの出場回数こそ多くはないものの、出場した時には下位シードから下馬評を覆す「強豪キラー」として知られている。1984年には、スパイダーズは第12シード（当時は最下位シードであった）で出場し、1回戦で第5シードのオーバーン大学を破った。1988年には、第13シードで出場し、1回戦で前年度全米優勝校のインディアナ大学（第4シード）を、そして2回戦ではジョージア工科大学（第5シード）を破り、スウィート16に進出した。1991年には、1回戦で第2シードのシラキュース大学を破り、大会史上初めて、第2シードを下した第15シードのチームとなった。2011年にも、スパイダーズは第12シードから、1回戦でヴァンダービルト大学（第5シード）、2回戦でモアヘッド州立大学（第13シード、1回戦で第4シードのルイビル大学を下した）を破り、スウィート16に進出した。

## 註
1. ↑  University Motto. University of Richmond. 2020年5月19日閲覧.
2. 1 2 3 4 5 6 7  University of Richmond. U.S. News & World Report. 2019年. 2020年5月19日閲覧.
3. 1 2 3 4 5 6 7 8 9  About the University. University of Richmond. 2020年5月19日閲覧.
4. ↑  Palettes. University of Richmond. 2020年5月19日閲覧.
5. 1 2  Greene, Howard and Matthew W. Greene. Greenes' Guides to Educational Planning: The Hidden Ivies, 3rd Edition: 63 of America's Top Liberal Arts Colleges and Universities. New York: HarperCollins. 2016年. ISBN 978-0062420909.
6. 1 2  Best Colleges 2020: National Liberal Arts Colleges Rankings. U.S. News & World Report. 2019年. 2020年5月20日閲覧.
2020年版（2019年発行）では23位であった。
7. 1 2  About the Atlantic 10 Conference. Atlantic 10 Conference. 2013年6月30日. 2020年5月20日閲覧.
8. ↑  VIRGINIA - Richmond (Independent City). National Register of Historic Places. 2020年5月21日閲覧.
9. 1 2 3 4  History of Richmond College.  University of Richmond. 2020年5月21日閲覧.
10. ↑  Sipe, James R. A history of the T.C. Williams School of Law. p.1. Richmond College, University of Richmond. 1955年8月. 2020年5月21日閲覧.
11. 1 2 3  Campus Map. University of Richmond. 2020年5月22日閲覧.
12. ↑  UR Downtown: Location. University of Richmond. 2020年5月22日閲覧.
13. ↑  UR Downtown: Initiatives, Wilton Companies Gallery. University of Richmond. 2020年5月22日閲覧.
14. ↑  Accreditation. University of Richmond. 2020年5月21日閲覧.
15. ↑  Accreditated and Candidate List: Feburuary 2020. p.16. Southern Association of Colleges and Schools. 2020年2月. 2020年5月21日閲覧.
16. ↑  School of Arts & Sciences. University of Richmond. 2020年5月25日閲覧.
17. ↑  Robins School of Business. University of Richmond. 2020年5月25日閲覧.
18. ↑  Jepson School of Leadership Studies. University of Richmond. 2020年5月25日閲覧.
19. ↑  School of Arts & Sciences: About the School. University of Richmond. 2020年5月26日閲覧.
20. 1 2  Robins School of Business: Undergraduate. University of Richmond. 2020年5月26日閲覧.
21. ↑  Robins School of Business: MBA. University of Richmond. 2020年5月26日閲覧.
22. ↑  Becoming a Robins School of Business Student. University of Richmond. 2020年5月26日閲覧.
23. ↑  History of the Jepson School of Leadership Studies. University of Richmond. 2020年5月26日閲覧.
24. ↑  Why Study Leadership? University of Richmond. 2020年5月26日閲覧.
25. ↑  Jepson School of Leadership Studies: Major and Minor Requirements. University of Richmond. 2020年5月26日閲覧.
26. ↑  School of Law. University of Richmond. 2020年5月25日閲覧.
27. ↑  School of Professional & Continuing Studies. University of Richmond. 2020年5月25日閲覧.
28. ↑  Student Profile. University of Richmond. 2020年5月25日閲覧.
29. ↑  Athletics. University of Richmond. 2020年5月21日閲覧.
30. ↑  Home. Richmond Spiders. 2020年5月21日閲覧.
31. ↑  Sponsored Sports. Colorial Athletic Association. 2015年6月10日. 2020年5月21日閲覧
32. ↑  Who We Are. Patriot League. 2020年5月21日閲覧.
33. ↑  Petty, Glenn. Richmond Beats Montana to Win FCS Championship. Bleacher Report. 2008年12月20日. 2020年5月24日閲覧.
34. ↑  ローズボウル、シュガーボウル、オレンジボウル、コットンボウル、ゲイターボウル、ピーチボウル、ブルーボンネットボウル、サンボウル、タンジェリンボウル、リバティボウル、およびパサディナボウル。
35. ↑  O'Connor, John. Tangerine Bowl 1968 championship vs. 2008 FCS championship: Which is greater UR achievement? Richmond Times-Dispatch. 2018年10月3日. 2020年5月24日閲覧.
36. ↑  Zemek, Matt. 25 years ago, No. 15 Richmond beat No. 2 Syracuse to redefine March Madness. 2016年3月14日. 2020年5月24日閲覧.
37. ↑  Byrum, Tyler. March Madness Revisited: Richmond returns to the Sweet 16 in 2011. NBC. 2020年4月7日. 2020年5月24日閲覧.